# Brada tzetlini
Brada tzetlini är en ringmaskart som beskrevs av Jirkov och Filippova in Jirkov 200. Brada tzetlini ingår i släktet Brada och familjen Flabelligeridae. Inga underarter finns listade i Catalogue of Life.